# Сан-Хосе (департамент)
Сан-Хосе (ісп. San José) — один із департаментів Уругваю, розташований на півдні країни. На півночі департамент межує з дерартаментом Флорес, на сході з Флоридою, Канелонес і Монтевідео, на заході з Колонією та Соріано, на півдні його береги омиває річка Ла-Плата. Площа департаменту становить 4992 км², населення — 103104 особи (за даними перепису 2004 року). Столиця — Сан-Хосе-де-Майо.

## Географія

### Клімат
Клімат прохолодний, вологий, помірний. На відміну від інших регіонів країни, опадів тут буває мало (900 мм на рік, найбільша кількість випадає восени та взимку). Середня річна температура становить 18 °C.

### Флора і фауна
- Дерева: тополя, евкаліпт, кедр, верба, бананове дерево, сосна, пальма тощо.
- Птахи: качка, рябчик, голуб, дикий папуга, сова, чайка.
- Риба: форель, сом, сардина.
- Ссавці: кролики, зайці, польові миші, скунси.

## Економіка
Економіка департаменту базується в основному на молочній промисловості. На території департаменту вирощуються злаки, фрукти, буряк, картопля, кукурудза, виноград і квасоля. В департаменті також є підприємства, які виготовляють мийні засоби та хімічні речовини.

## Демографія та головні населені пункти
Найважливішими містами департаменту Сан-Хосе є Сан-Хосе-де-Майо, столиця департаменту, а також Лібертад та Сьюдад-дель-Плата.
Міста та села з населенням понад 1000 осіб (подано дані перепису 2004 року):
| Місто/Село                                         | Населення |
| Сьюдад-дель-Плата (частина агломерації Монтевідео) | 26 582    |
| Есільда-Паульєр                                    | 2 351     |
| Лібертад                                           | 9 196     |
| Пунтас-де-Вальдес                                  | 1 267     |
| Рафаель-Перасса                                    | 1 235     |
| Родріґес                                           | 2 561     |
| Сан-Хосе-де-Майо                                   | 36 339    |

Інші населені пункти:
- Санта-Паула (південь)
- Кію (південь)
- Колонія-Сан-Хоакін (захід)
- Колонія-Дельта (захід)
- Ла-Бояда (захід)
- Рінкон-дель-Піно (південь)
- Каняда-Ґранде (центр)
- Хуан-Солер (центр)
- Райґон (центр)
- Ґонсалес (захід)
- Маль-Абриґо (захід)
- Маома (північний захід)
- Сан-Ґреґоріо (північ)
- Ітусаїнґо (схід)
- Капурро (схід)
- Пуебло-Нуево (схід)
- 18 липня (схід)
- Рапетті (південь)